# Lancelot, Ritter der Königin
Lancelot, Ritter der Königin (Originaltitel Lancelot du Lac) ist ein französischer Ritter- und Historienfilm. Der Mittelalterfilm wurde 1973 gedreht und ist der zweite (und letzte) Kostümfilm des Regisseurs Robert Bresson nach Der Prozeß der Jeanne d’Arc von 1961. Er gilt neben Die Nibelungen, La Passion de Jeanne d’Arc, Rashomon, Det sjunde inseglet und Andrej Rubljow als ein Meisterwerk des Autorenfilms mit einer im Mittelalter spielenden Handlung.

## Handlung
Knapp 30 Ritter der Tafelrunde kehren erfolglos zurück von der Suche nach dem Heiligen Gral. In zahlreichen Kämpfen sind von den einst Ausgezogenen über zwei Drittel umgekommen. Gemetzel und Plünderungen zeigen, dass die verzweifelten Überlebenden nicht mehr nach den ritterlichen Tugenden „êre, triuwe, milte, staete, mâze, zuht und minne“ („Ansehen, Treue, Freigebigkeit, Beständigkeit, Ebenmaß und Ausgeglichenheit, innere und äußere Wohlerzogenheit, Liebesdienst“) leben. König Artus fordert seine (gegeneinander intrigierenden) Ritter auf zu innerer Einkehr, Meditation, Buße und Inaktivität – gegen den Rat seines Neffen Gawein. Dieser sieht das Heil im Wagemut, im Kampf.
Artus bleibt jedoch bei seinem Entschluss, schließt den Saal der Tafelrunde und hofft, Gott möge ihm und seinen Rittern ein Zeichen geben. „Dieses Zeichen bleibt aus, und die Rituale der Ritter, die religiösen und höfischen Zeremonien […] erscheinen immer leerer und grotesker.“ Denn „[a]ngesichts der alltäglichen Präsenz des Todes ist eine Entfremdung eingetreten, welche die Jahrhunderte lang gültige Tradition der bei Festgelagen und Siegesfeiern besungenen Sagen, Mythen und Märchen der Alten desavouiert  hat.“
Es haben sich zwei Lager gebildet. Die um Mordred Gescharten wollen den schwachen König stürzen, die anderen vertrauen auf den „strahlende[n]“ Lancelot, darunter Gawein.
Doch Lancelot leidet innerlich an einem Loyalitätskonflikt, da einerseits er und die Königin Ginover einander lieben – weit über das im Minnedienst Erlaubte hinaus – und er andererseits dem König treu ergeben dienen will. Er ist entschlossen, das „ehebrecherische[] Verhältnis […], das er für den Misserfolg und die Gottesferne der Ritter verantwortlich macht, zu beenden“, doch sie gibt ihn nicht frei. Mordred wird Zeuge eines der „scheuen Tête-à-tête[s]“ mit der Königin. Als die Ritter zu einem Turnier aufbrechen und Lancelot nicht mitreiten will, nutzt Mordred sein Wissen, um das Gerücht auszustreuen, Lancelot bleibe zurück in Camelot, um sich mit der Königin zu treffen.
Inkognito nimmt Lancelot an dem Turnier teil. Als Einziger erkennt ihn Gawein an seiner Kampfweise. Lancelot siegt, wird aber lebensgefährlich verwundet und verbringt die Zeit der Genesung bei einer alten Bäuerin.
Während seiner Abwesenheit verrät Mordred die verbotene Liebe und Ginover wird in gewissermaßen respektvolle Gefangenschaft gesetzt. Lancelot kehrt zurück, tötet die Wächter, entführt Ginover und zieht sich mit einem guten Dutzend seiner Freunde auf ein Schloss zurück. Bei einem nächtlichen Ausfall vergießt er – ohne ihn zu erkennen – das Blut seines Freundes Gawein. Dieser befand sich nur aus Solidarität mit seinem Onkel auf der Seite der Belagerer; doch noch im Tode schlägt sein Herz für Lancelot.
Lancelot und seine Getreuen sind zum Äußersten entschlossen, aber die Königin will weiteres Blutvergießen vermeiden. So entsagen die Liebenden einander und Lancelot bringt Ginover zum Zelt des Königs und will das Land verlassen.
Da kommt die Nachricht, Mordred habe sich gegen den König erhoben. Sofort stellt sich Lancelot auf die Seite des Königs, um gemeinsam mit seinen Gefolgsleuten gegen Mordred und dessen Söldner in die Schlacht zu ziehen. Doch dem „Fußvolk, das im Wald nach Guerilla- und Heckenschützentaktik […] nahezu unsichtbar mobil agiert, gehört die Zukunft“: Die Ritter, die in ihre schweren Rüstungen „wie eingekerkert“ sind, unterliegen der moderneren Kampftechnik von Mordreds Landsknechten, „beweglichen Bogenschützen“.
„Eine der letzten Einstellungen des Films zeigt einen scheinbar friedlichen, menschenleeren Wald. Plötzlich bricht aus dem Gestrüpp ein reiterloses Pferd hervor und galoppiert an der Kamera vorbei. Der Zuschauer ahnt bereits, was kommen wird. Als sich die reiterlosen Pferde mehren, wird die Ahnung zur Gewißheit. Überall im Wald findet die Kamera verblutende Ritter, die Bäume sind mit Heckenschützen besetzt. Lancelots Pferd wird getroffen, er selbst wankt auf eine Lichtung zu; mit dem Namen seiner Geliebten auf den Lippen stirbt er.“ „Währen[dessen] […] kreisen krächzende Raben über den Leichnamen“, einem „Blechhaufen auf dem Schlachtfeld der Geschichte“.

## Produktionsnotizen
Der Regisseur plante einen Film über die Ritter der Tafelrunde seit über 20 Jahren. Das Werk war ihm eine „Herzensangelegenheit“. In einem frühen Stadium der Vorbereitungen erwog er eine englischsprachige Verfilmung mit Schauspielern wie Natalie Wood und Burt Lancaster, aber als er seinen „Traum“ während der fast viermonatigen Dreharbeiten in der Vendée und auf der Île de Noirmoutier im Sommer und Herbst 1973 verwirklichen konnte, arbeitete er wie in den vorangegangenen Filmen mit Laiendarstellern. Sie „[dienen] dem Regisseur, der das verfilmte Theater ablehnt, als ‚Modelle‘, als zeitlose Charaktere“. Wohl nur zwei Absichten konnte er nicht durchsetzen: Auf Wunsch der Produzenten bekam der Film nicht, wie im Drehbuch vorgesehen, den Titel Le Graal und es konnte keine englischsprachige Fassung gedreht werden.
Die Filmbauten entwarf Bressons ständiger Mitarbeiter Pierre Charbonnier, dessen letzte Filmarchitektur dies werden sollte.

## Aufführungsgeschichte
Als der Film 1974 auf dem Filmfestival von Cannes gezeigt werden sollte, sorgte er für ein Politikum: Die Auswahlkommission befand ihn nicht als wettbewerbswürdig. Nur weil die Produzenten beharrlich blieben und Anfragen an das französische Kultusministerium richteten, wurde eine Sondervorführung möglich. Neben dem Wettbewerbsfilm Angst essen Seele auf von Rainer Werner Fassbinder wurde in Cannes auch Bressons Lancelot-Film ein Preis der Internationalen Filmkritik (FIPRESCI-Preis) zugesprochen.
In Deutschland kam der Film erst einmal nicht in die Kinos; die deutsche Erstaufführung fand am 4. Mai 1975 im Fernsehen statt, als die ARD den Film ausstrahlte.

## Filmanalyse
Während andere Ritterfilme der 1970er Jahre wie Die Ritter der Kokosnuß das Genre entmystifizieren durch Mittel des Absurden und der Parodie, erreicht dies Lancelot, Ritter der Königin durch Reduktion: Bressons Adaption des Stoffs verzichtet auf alle fantastischen Elemente der Artus-Sage wie etwa das magische Schwert; sowohl der weise Zauberer Merlin als auch der idealistische Erlöser Parzival werden nur im Prolog, einem langen Zwischentitel über einem Kelch, erwähnt.
Die verwendete Filmsprache ist ungewöhnlich, denn es überwiegt die „formalisierte Bildmontage“ von „Groß- und Detailaufnahmen“. Nur in der Schlusssequenz wird die Totale verwendet. Ton und Bild sind meist unabhängig voneinander eingesetzt: „[Der Film] geizt regelrecht mit den sprachlichen Zeichen, die ihm zur Verfügung stehen; nur selten sieht der Zuschauer all das, was er hört, und selten hört er auch alles, was er sieht“.

## Synchronisation
Die Synchronisation wurde 1975 für die ARD in München produziert. Dialogautor und Synchronregisseur war Lothar Michael Schmitt. Eine Rezension in der Neuen Zürcher Zeitung zur deutschen Erstausstrahlung in der ARD am 4. Mai 1975 konstatiert, nicht nur die Wiedergabe „am kleinen Fernseh-Bildschirm“ werde dem „in seiner beherrschten Abstraktheit klaren und schönen Film[], eine[m] auf Erkenntnis zielenden, durchgeistigten Werk[]“ nicht gerecht, sondern auch die Synchronisation lasse „das von Bresson geforderte fast ton- und ausdruckslose Spiel der Darsteller […] akustisch kaum mehr erfassen“.
| Rolle           | Darsteller              | Synchronstimme       |
| --------------- | ----------------------- | -------------------- |
| Lancelot du Lac | Luc Simon               | Gerhard Lippert      |
| Königin Ginover | Laura Duke Condominas   | Cordula Trantow      |
| Gawein          | Humbert Balsan          | Jürgen Clausen       |
| König (Artus)   | Vladimir Antolek-Oresek | Hans-Michael Rehberg |
| Mordred         | Patrick Bernard         | Volker Lechtenbrink  |
| Lionel          | Arthur de Montalembert  | Peter Thom           |

## Kritik
„Die Geschichte der gescheiterten Gralsritter […] vollzieht sich mit einer kompositorischen Strenge ohne Beispiel. Kein Bild kein Ton ist überflüssig, und wie immer ersetzt Bresson häufig Bilder durch Geräusche.“

„Bresson schuf keinen Historienfilm, sondern ein filmisches Gedankenmodell bzw. Gleichnis, das sich des Sagenstoffs um seiner Chiffren willen bemächtigt und damit das rigoros fatalistische Trauerbild einer Menschheit zeichnet, die von (Selbst-)Zerstörung, Verhängnis, Tod und dem Scheitern jeglicher Liebesbemühung bestimmt ist.“

„Bresson hat seinen Film mit äußerstem Stilwillen gestaltet. […] So realisiert Bresson seine Theorie, daß Bild und Ton sich nicht kumulieren, sondern ergänzen sollen. Ein großes Turnier etwa erlebt man vornehmlich akustisch, während die Kamera sich fast ausschließlich auf die Beine der Pferde konzentriert. (Bresson: ‚Sie drücken die Kraft und Gewalt aus, die diese Szene bestimmen!‘)“

„Die spröde, bildgewaltige Erzählung [ist] […] vielleicht einer der schönsten Filme, der je entstanden ist […]. […] Ein Film, der trotz seines Rückgriffs auf den Lancelot-Stoff […] aus dem 12. Jahrhundert immer auch in die Gegenwart hineinragt. Das macht ihn so spannend, brisant und modern und so unendlich traurig. Es zeichnet diese Geschichten aus, daß sie zeitlos und universell sind, und es zeichnet gute Geschichtenerzähler aus, daß sie deren Essenz begreifen und vermitteln können. Robert Bresson ist mit seinen sparsamen Mitteln wohl einer der besten Geschichtenerzähler unserer Zeit.“

„Lancelot, Ritter der Königin besitzt den Atem der Unausweichlichkeit des Schicksals, einer übermenschlichen Tragödie. Bahnt sich eine neue Spiritualität im Raum und in der Geschichte ihren Weg? Ermöglicht die Dekonstruktion der alten, schuldbeladenen Welt eine neue Unabhängigkeit? Bietet Läuterung einen rettenden Ausweg? Eine Welt ohne Gott führt unausweichlich in den Untergang, lautet Bressons Credo. […] Seismographische Momentaufnahmen erzählen von der Sehnsucht nach dem Absoluten, von der Versuchung der Götter und heidnischen Ritualen. Bresson präsentiert Innenansichten von Marionetten, fremdbestimmten Repräsentanten einer untergehenden Klasse. Ihr Untergang auf dem Schlachtfeld wirkt wie das Erwachen aus einem trügerischen Traum.“

„[Die] Begegnungen [von Ginover und Lancelot werden] (wie die der anderen Figuren) filmisch in extremer Zurückhaltung gezeigt – kein Gefühlskino à la Hollywood, in dem große Stars zu bewegender Musik und in vereinnahmenden Close-ups die Zuschauer in den Sog des Affekts hineinziehen, statt dessen ein Kunstkino, in dem unbekannte Schauspieler Sätze von ungeheurer Wucht und philosophischem Gehalt lakonisch, tonlos und unbewegt vorbringen und gerade dadurch eine Intensität anderer Art erzeugen.“

„[Bresson benutzt] künstlerische Verfremdungseffekte […]: Er lässt die Gralsritter den altfranzösischen Text des Chrétien de Troyes sprechen und erreicht dadurch zweierlei: Erstens zeigt er durch die schwer verständliche bis unverständliche Originalsprache die zeitliche und mentale Distanz zwischen dem Zuschauer wie dem Schauspieler des 20. Jahrhunderts und dem mittelalterlichen Geschehen auf; zweitens verdeutlicht er dem Zuschauer, dass das mittelalterliche Epos eine stilisierte Kunstwelt war, in der man sich nicht der Alltagssprache bediente. Zugegeben, solche Experimente stellen an die Rezipienten hohe Anforderungen, vor allem an ihre Geduld und ihre Bereitschaft, sich auf Ungewohntes einzulassen.“

„Bressons Minimalismus reduziert Situationen, die in anderen Verfilmungen des Stoffs mit ausholenden Gesten inszeniert werden, auf einfache Zeichen mit nahezu abstrakter Qualität.“